# Willy Favre
William Favre detto Willy (Ormont-Dessus, 24 settembre 1943 – Ormont-Dessus, 19 dicembre 1986) è stato uno sciatore alpino svizzero.

## Biografia
Originario della stazione sciistica di Les Diablerets e attivo negli anni 1960, Favre fu uno sciatore polivalente capace di eccellere soprattutto nello slalom gigante, specialità nella quale rivaleggiò con il più grande sciatore di quel periodo, Jean-Claude Killy.

### Stagioni 1963-1965
Si mise in luce vincendo vari titoli ai Campionati svizzeri juniores e debuttò in campo internazionale in occasione del trofeo dell'Hahnenkamm 1963, dove si classificò 31º nella discesa libera (Kitzbühel, 19 gennaio); nella stessa stagione si piazzò 3º sia nella discesa libera e nello slalom gigante della Harriman Cup (Sun Valley, 29-31 marzo), sia nello slalom gigante e nella combinata degli US Open (Alyeska, 4-6 aprile). Dopo aver vinto lo slalom gigante del Criterium de la première neige 1963 (Val-d'Isère, 11 dicembre), ai IX Giochi olimpici invernali di Innsbruck 1964, sua prima presenza olimpica e iridata, si classificò 8º nella discesa libera, 4º nello slalom gigante, 14º nello slalom speciale e 4º nella combinata, disputata in sede olimpica ma valida soltanto ai fini dei Mondiali 1964.
Nel 1965 Favre si piazzò 3º nello slalom gigante dell'Internationalen Adelbodner Skitage di Adelboden del 4 gennaio e vinse lo slalom gigante della Ganslern e fu 2º nella discesa libera della Streif del trofeo dell'Hahnenkamm (Kitzbühel, 22-24 gennaio) prima di subire un infortunio durante la discesa libera della Coupe Émile Allais (Megève, 29 gennaio) che lo costrinse a terminare anzitempo la stagione.

### Stagioni 1966-1968
Tornato alle gare nel gennaio del 1966, vinse lo slalom gigante di Bad Hindelang (6 gennaio), salì nuovamente sul podio dello slalom gigante di Adelboden del 9-10 gennaio (2º) e partecipò ai Mondiali di Portillo 1966, dove si classificò 26º nella discesa libera, 6º nello slalom gigante, 19º nello slalom speciale e 5º nella combinata. Nel 1967 partecipò alla prima edizione della Coppa del Mondo: esordì nella gara inaugurale del circuito, la slalom speciale di Berchtesgaden del 5 gennaio senza completare la prova, ottenne il primo piazzamento il giorno successivo nella medesima località in slalom gigante (18º) e conquistò il primo podio nel circuito nello slalom gigante di Adelboden del 9 gennaio (2º).
Fu ancora lo slalom gigante della Chuenisbärgli di Adelboden il teatro dell'ultimo piazzamento a punti di Favre in Coppa del Mondo, l'8 gennaio 1968 (7º); in seguito prese parte ai X Giochi olimpici invernali di Grenoble 1968, sua ultima presenza olimpica e iridata, dove vinse a sorpresa la medaglia d'argento nello slalom gigante dietro a Killy (gara valida anche per i Mondiali 1968 e la Coppa del Mondo) e non concluse lo slalom speciale. In Coppa del Mondo ottenne l'ultimo piazzamento il 31 marzo dello stesso anno a Rossland in slalom gigante (22º) e prese per l'ultima volta il via il 6 aprile seguente a Heavenly Valley nella medesima specialità, senza completare la prova; si ritirò al termine di quella stessa stagione 1967-1968 a causa di divergenze con la Federazione sciistica della Svizzera.

## Palmarès

### Olimpiadi
- 1 medaglia, valida anche ai fini dei Mondiali:
  - 1 argento (slalom gigante[18] a Grenoble 1968)

### Classiche
Criterium de la première neige
- 1 vittoria (slalom gigante a Val-d'Isère 1963)

Hahnenkamm
- 1 vittoria (slalom gigante a Kitzbühel 1965)

### Coppa del Mondo
- Miglior piazzamento in classifica generale: 20º nel 1967
- 2 podi:
  - 2 secondi posti

### Campionati svizzeri
- 5 medaglie (dati parziali):
  - 1 oro (combinata nel 1967[19])
  - 2 argenti (discesa libera nel 1963[20]; discesa libera nel 1967[19])
  - 2 bronzi (slalom gigante nel 1964[21]; slalom speciale nel 1967[19])